# Годой, Эрнесто
Эрнесто Годой Лагунес (исп. Ernesto Godoy Lagunes) (5 апреля 1970, Мехико, Мексика) — мексиканский актёр театра и кино, режиссёр и сценарист. Рост — 180 см.

## Биография
Родился 5 апреля 1970 года в Мехико. После окончания средней школы он хотел стать художником, но его родители захотели, чтобы тот стал актёром и подали заявление в CEA и тот по совету своих родителей стал студентом этого института. После окончания  указанного института, в 1990 году он дебютировал в мексиканском кинематографе и с тех пор снялся в 21 работе в кино и телесериалах. 

## Фильмография

### Избранные телесериалы
- 1985-2007 — «Женщина, случаи из реальной жизни»
- 1995 — «Алондра» — Роберто Уртадо.
- 1996 — «Моя дорогая Исабель» — Фелипе.

## Театральные работы
- «Бланка Ньевес»
- «Концерт для молодых женщин»
- «Точка с запятой»
- «Эльза и Фред»